# Markgrafschaft Brandenburg-Küstrin

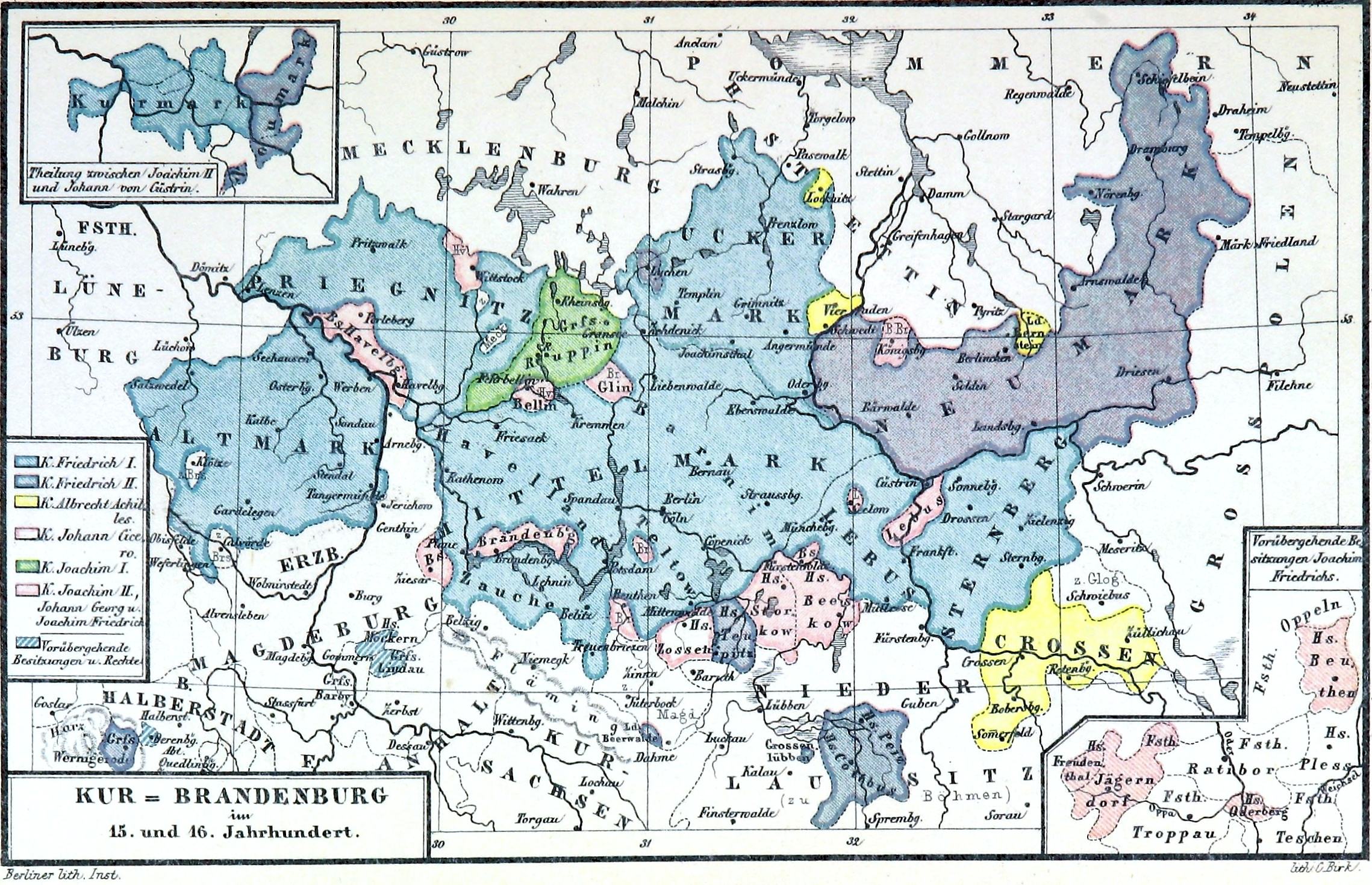
Die Karte zeigt die Teilung von 1535 (obere linke Ecke). Brandenburg-Küstrin (das Gebiet östlich der Oder plus die Herrschaften Cottbus und Peitz) ist in dunkelblau gehalten.

Die Markgrafschaft Brandenburg-Küstrin war ein historisches Reichsfürstentum, das als Sekundogenitur der Hohenzollern von 1535 bis 1571 bestand.

## Geschichte
Unter Verstoß gegen das von seinem Großvater Albrecht Achilles aufgestellte Hausgesetz bestimmte Kurfürst Joachim I. von Brandenburg, dass Teile der Neumark an seinen zweiten Sohn Johann fallen sollten. In der Kurwürde folgte ihm sein ältester Sohn Joachim II.
Einziger Fürst der Markgrafschaft Brandenburg-Küstrin war von 1535 bis 1571 Johann der Weise, genannt auch Hans von Küstrin. Die Markgrafschaft wurde 1535 evangelisch-lutherisch (also vor dem Rest Brandenburgs). 1538 wurde sie Mitglied im Schmalkaldischen Bund. Als Folge des Fürstenaufstandes unterzeichnete der Fürst den Passauer Vertrag, womit das Luthertum erstmals durch den Kaiser offiziell anerkannt wurde.
Da Johann 1571 jedoch ohne einen männlichen Erben starb, konnte das Land unter dem Enkel Joachims I., dem Kurfürsten Johann Georg, wiedervereinigt werden.

## Herrschaftsgebiet
- Neumark mit Dramburg und Schivelbein
- Herzogtum Crossen mit Züllichau und Sommerfeld
- Land Sternberg
- Herrschaft Cottbus und Peitz